# Maraú (kommun)
Maraú är en kommun i Brasilien.   Den ligger i delstaten Bahia, i den östra delen av landet, 1 000 km öster om huvudstaden Brasília. Antalet invånare är 19 097.
Följande samhällen finns i Maraú:
- Maraú

Trakten runt Maraú består huvudsakligen av våtmarker. Runt Maraú är det glesbefolkat, med 17 invånare per kvadratkilometer.